# Belmar (Nebraska)
Belmar es un lugar designado por el censo ubicado en el condado de Keith en el estado estadounidense de Nebraska. En el Censo de 2010 tenía una población de 216 habitantes y una densidad poblacional de 18,2 personas por km².

## Geografía
Belmar se encuentra ubicado en las coordenadas 41°18′20″N 101°56′5″O / 41.30556, -101.93472. Según la Oficina del Censo de los Estados Unidos, Belmar tiene una superficie total de 11.87 km².

## Demografía
Según el censo de 2010, había 216 personas residiendo en Belmar. La densidad de población era de 18,2 hab./km². De los 216 habitantes, Belmar estaba compuesto por el 95.83% blancos, el 1.85% eran afroamericanos, el 0.93% eran amerindios, el 0.46% eran de otras razas y el 0.93% pertenecían a dos o más razas. Del total de la población el 0.93% eran hispanos o latinos de cualquier raza.